# Сегнетокераміка
Сегнетокераміка (англ. ferroelectric ceramics, нім. seignetteelektrische (ferroelektrische) Keramik) — особлива група мінералів, які мають сегнето електричні властивості, наприклад: яскраво виражену залежність діелектричної проникності від температури та напруженості електричного поля, наявність діелектричного гістерезису та ін.
Першим широковживаним, сегнето керамічним матеріалом, який мав сегнетоелектричні властивості не тільки у вигляді монокристалу, а також у полікристалічному стані, тобто у вигляді кераміки, був титанат барію (BaO·TiO2), який і сьогодні має велике значення. З додаванням до нього деяких мінералів, вдається суттєво змінювати його властивості. Значну нелінійність ємності мають сегнето керамічні конденсаторні мінерали, так званні  варіконди, типів ВК-1, ВК-2, ВК-3 та інші.

## Застосування
Сегнетокераміка широко використовується в техніці, зокрема в електро- і радіотехніці, в першу чергу в якості діелектричного прошарку в конденсаторах, оскільки навіть в поляризованому стані сегнетоелектрики залишаються хорошими ізоляторами з великою діелектричною проникністю. У той же час за рахунок поляризації сегнетоелектрики здатні накопичувати електричний заряд, тому сегнетокераміка використовується для виготовлення низькочастотних малогабаритних конденсаторів, варікондів.